# Douglas DC-5
El Douglas DC-5 fue un avión comercial y de transporte militar bimotor fabricado por la compañía estadounidense Douglas Aircraft Company entre los años 1939 y 1941, con la intención de operar rutas más cortas que las que realizaban los Douglas DC-3 y DC-4, pudiendo transportar entre 16 y 22 pasajeros. El modelo no tuvo éxito en el ámbito comercial, fabricándose únicamente cinco unidades, construyéndose siete más con fines militares.
Con una configuración de ala alta, algo inusual en ese momento, ya que lo que predominaba eran los diseños con ala baja, contaba con un tren de aterrizaje triciclo único en ese momento, que facilitaba el acceso a los pasajeros, la entrada de carga y el mantenimiento de los motores.
Se construyó únicamente un prototipo y cuatro aviones de producción antes de la entrada de Estados Unidos en la Segunda Guerra Mundial, lo que supuso un duro golpe para el proyecto, ya que toda la industria aeronáutica del país se centró en la fabricación de material de guerra, y el Ejército de los Estados Unidos se decantó por el Douglas C-47 (versión militar del Douglas DC-3) como avión de transporte.

## Diseño y desarrollo

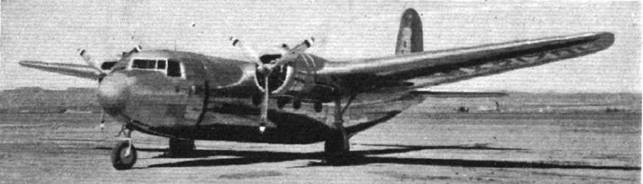
Douglas DC-5

El Douglas Commercial Model 5 fue desarrollado en 1938 como un avión civil de 16-22 asientos con el propósito de prestar servicios locales desde aeropuertos pequeños, diseñado para ser propulsado por los motores Pratt & Whitney R-1690 Hornet o Wright Cyclone GR-1820-G102A indistintamente. El primer prototipo, propulsado por dos motores Wright GR-1820-F62 de 900 hp, realizó su primer vuelo desde el aeródromo de Mines Field, hoy Aeropuerto Internacional de Los Ángeles (LAX), el 20 de febrero de 1939, a los mandos del piloto Carl Cover. Fue el primer avión que combinó la configuración de ala alta y tren de aterrizaje triciclo; el tren de aterrizaje triciclo era innovador e inusual en los aviones diseñados en aquella época y proporcionó un mejor manejo en tierra y una mejor visibilidad del terreno para los pilotos. El fuselaje estaba a unos dos pies del suelo, por lo que el acceso de pasajeros y carga era más fácil que en los anteriores aviones convencionales. Un cambio de diseño muy temprano fue la adición de un diedro de 15° al grupo de cola horizontal para solucionar un problema de aeroelasticidad. El strake (aleta estabilizadora) dorsal, introducido en forma mínima y más tarde desarrollado por completo en el Boeing 307, también fue incorporado en el DC-5.

## Historia operacional
El prototipo del DC-5, número de serie 411 de Douglas, fue construido en El Segundo (California), con motores Wright Cyclone. El avión realizó su primer vuelo el 20 de febrero de 1939 con Carl A. Cover en los controles. Este único prototipo (en 1940 configurado con solo ocho asientos) se convirtió en el avión personal de William E. Boeing, que lo llamó Rover. Más tarde fue requisado por la Armada estadounidense y convertido para su uso militar como la variante R3D-3 en febrero de 1942.
El primer cliente para el DC-5-511 fue KLM (Koninklijke Luchtvaart Maatschappij) de los Países Bajos. Pennsylvania Central (más tarde renombrada Capital Airlines) ordenó seis y SCADTA (Sociedad Colombo-Alemana de Transportes Aéreos), antecesora de la actual Avianca en Colombia, otros dos; estos ocho aviones no fueron nunca entregados. Los cuatro aviones vendidos a KLM fueron utilizados por sus subsidiarias coloniales. Los dos primeros, entregados a comienzos de 1940, fueron en un principio utilizados por la filial KLM West-Indisch Bedrijf en las Antillas Neerlandesas en la ruta Paramaribo-Curazao y los otros dos fueron traspasados a la filial KNILM en las Indias Orientales Neerlandesas, donde operaron desde Batavia (ahora Yakarta, Indonesia). Al año siguiente (1941), los dos DC-5 basados en el Caribe también fueron enviados a prestar servicio con los últimos.
Al comienzo de las hostilidades en el Pacífico, se utilizaron estos aviones para la evacuación de civiles en 1942 desde Java a Australia, en la que uno de ellos resultó dañado en un ataque aéreo japonés en el aeropuerto de Batavia-Kemajoran, el 9 de febrero de 1942, y fue abandonado. Los japoneses capturaron este aparato (PK-ADA), posteriormente lo repararon en la compañía Tachikawa y probado en el aeropuerto de Haneda en 1943. Este DC-5, pintado con los colores del Servicio Aéreo del Ejército Imperial Japonés, fue utilizado más tarde como transporte. Los tres aviones restantes (PK-ADB, PK-ADC y PK-ADD) se dirigieron con seguridad a Australia, donde los aviones fueron internados por el Allied Directorate of Air Transport (ADAT) y operados por las Fuerzas Aéreas del Ejército de los Estados Unidos (la designación C-110 fue utilizada solo para acciones administrativas al final de la guerra). La historia de guerra del PK-ADC fue breve; fue destruido en un accidente de aterrizaje poco después de su llegada a Australia; el PK-ADD voló el resto de la guerra bajo la tutela de Australian National Airways (ANA), en misiones de apoyo dentro del país, con la licencia temporal VH-CXC.
En 1939, la Armada estadounidense ordenó siete aviones. Tres fueron entregados como R3D-1, el primero de los cuales se estrelló antes de la entrega. Los cuatro restantes eran R3D-2 para el Cuerpo de Marines de los Estados Unidos; estos estaban equipados con motores R-1820-44 de 1015 hp, una gran bodega de carga y 22 asientos para paracaidistas.
Después de la Segunda Guerra Mundial, la producción del DC-5 no se reanudó debido a la abundancia de aviones C-47 excedentes puestos en venta para el servicio civil. En 1948, el último DC-5 superviviente (c/n 426, VH-ARD) de Australian National Airways fue vendido y contrabandeado a Israel para uso militar. El avión llegó a Haifa en mayo de 1948, y de allí pasó al Aeropuerto Sde Dov, donde se eliminaron sus marcas y el nombre "Yankee Pasha-The Bagel Lancer" le fue pintado a mano en el morro. El avión se unió al Escuadrón 103 (Israel) en la Base Aérea Ramat David. Debido a que Israel estaba en medio de la guerra árabe-israelí de 1948, ocasionalmente se utilizó como bombardero, así como en misiones de transporte aéreo. En las misiones de bombardeo, se retiró la puerta de carga de popa y se lanzaron bombas desde la abertura "por un empujón juicioso con el pie de un tripulante". El registro operativo de la aeronave está en disputa ya que las fuentes autorizadas no verifican su servicio de combate.

## Variantes

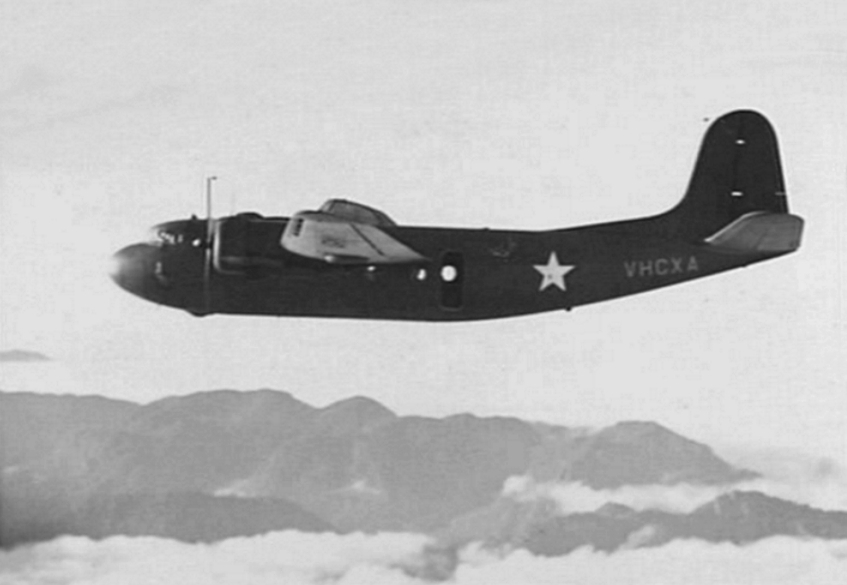
Douglas C-110 de la Fuerza Aérea del Ejército de los Estados Unidos sobrevolando Nueva Guinea en 1942.

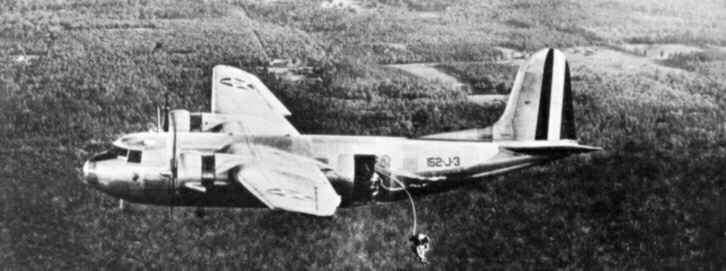
Paracaidistas del Cuerpo de Marines de los Estados Unidos, saltando desde un R3D-2.

DC-5
Versión básica para pasajeros. Se construyeron un prototipo y cuatro unidades de producción.
C-110
Tres antiguos DC-5 de la versión básica pertenecientes a la compañía neerlandesa KLM, que fueron usados por la Real Fuerza Aérea Australiana y que pasaron a formar parte de la Fuerza Aérea del Ejército de los Estados Unidos, con la que prestaron servicio en Australia en marzo de 1942.
R3D-1
Versión militar del DC-5 construida para la Armada de los Estados Unidos como transporte para 16 pasajeros. Se construyeron tres unidades.
R3D-2
Versión militar del DC-5 construida para el Cuerpo de Marines de los Estados Unidos como transporte para 22 paracaidistas. Se construyeron cuatro unidades.
R3D-3
Prototipo del DC-5 que fue usado por William E. Boeing como avión personal. Requisado en febrero de 1942, se piensa que se perdió en Australia debido a una acción enemiga.

## Operadores

### Civiles
Estados Unidos
- Boeing: operó un DC-5.

 Países Bajos
- KLM: recibió cuatro DC-5.

### Militares
| Australia - Real Fuerza Aérea Australiana Estados Unidos - Fuerzas Aéreas del Ejército de los Estados Unidos: operó un C-110. - Cuerpo de Marines de los Estados Unidos: cuatro R3D-2. - Armada de los Estados Unidos: dos R3D-1. | Israel - Fuerza Aérea Israelí: un DC-5. Japón - Fuerza Aérea del Ejército Imperial Japonés: un DC-5 capturado a KLM. |

## Especificaciones (DC-5)
Referencia datos: McDonnell Aircraft since 1920.

### Características generales
- Tripulación: Tres
- Capacidad: 16-22 pasajeros
- Longitud: 19,1 m (62,5 ft)
- Envergadura: 23,8 m (78 ft)
- Altura: 6 m (19,8 ft)
- Superficie alar: 76,6 m² (824 ft²)
- Peso vacío: 6293 kg (13 869,8 lb)
- Peso cargado: 9072 kg (19 994,7 lb)
- Planta motriz: 2× motor radial de 9 cilindros sobrealimentado, refrigerado por aire Wright GR-1820-F62.
  - Potencia: 671 kW (925 HP; 912 CV) cada uno.

### Rendimiento
- Velocidad máxima operativa (Vno): 370 km/h (230 MPH; 200 kt) a 2345 m
- Velocidad crucero (Vc): 325 km/h (202 MPH; 175 kt)
- Alcance: 2575 km (1390 nmi; 1600 mi)
- Techo de vuelo: 7225 m (23 704 ft)
- Régimen de ascenso: 8,1 m/s (1594 ft/min)

## Aeronaves relacionadas

### Aeronaves similares
- Fokker F24
- de Havilland DH.95 Flamingo

### Secuencias de designación
- Aviones comerciales de Douglas Aircraft Company: Dolphin - DC-1 - DC-2 - DC-3 - DC-4 - DC-4E - DC-5 - DC-6 - DC-7 - DC-8 - DC-9 - DC-10
- Secuencia C-_ (Aviones de Carga del USAAC/USAAF/USAF, 1924-1962): ← C-107 - C-108 - C-109 - C-110 - C-111 - C-112 - C-113 →
- Secuencia R_D (Aviones de Transporte de la Armada estadounidense, 1931-1962 (Douglas, 1922-1962)): RD - R2D - R3D - R4D - R5D - R6D